# Marie-France de Rose
Pour les articles homonymes, voir Tricornot et Rose.
Marie-France de Tricornot de Rose plus communément appelée Marie-France de Rose, née Marie-France Hérissey le 25 avril 1943 à Évreux (Eure), est une femme politique française. Elle est sénatrice des Hauts-de-Seine pendant quelques mois, en 2017.

## Biographie
Marie-France de Rose commence sa carrière politique lors des élections européennes de 1994, elle est alors élue sur la liste de Philippe de Villiers / James Goldsmith en 13e position. Elle est de nouveau candidate lors du renouvellement de 1999, mais cette fois-ci sur la liste RPR-DL menée par Nicolas Sarkozy. Elle n'est pas réélue à l'issue du scrutin, étant donné son avant-dernière place en position inéligible.
Le 2 décembre 1998, elle rejoint Démocratie libérale.
Elle est élue au conseil municipal de Boulogne-Billancourt lors des élections de 2008 et devient adjointe au maire chargée du quartier no 6. En parallèle, elle est aussi candidate lors des élections cantonales dans le canton de Boulogne-Billancourt-Nord-Est, elle passe le premier tour en tête avec 43,87 % puis est élue au second avec 55,02 %,.
Marie-France de Rose est en deuxième position sur la liste dissidente de Jacques Gautier pour les sénatoriales de 2011 dans les Hauts-de-Seine,,,.
Jacques Gautier démissionne de son siège au Sénat le 31 décembre 2016,, Marie-France de Rose devient sénatrice le 1er janvier 2017.

### Vie privée
Marie-France de Rose est divorcée et a trois enfants.

## Détail des fonctions et des mandats
Parcours professionnel
- 1963 - 1968 : HISTOIRE POUR TOUS : collaboratrice d'Alain Decaux
- 1968 - 1973 et 1975 - 1980 : Éditions du SEUIL
- 1980 - 1990 : Éditions ROBERT LAFFONT : Directeur de la communication puis chef de produit QUID
- 1991 - 1998 : Directeur de la communication d'Ugine - Groupe Arcelor dirigé par Francis Mer
- 2000 - 2008 : Cabinet GIDE LOYRETTE NOUEL : Directeur de la communication[16]
- 2013 : Hautes Études Européennes (cycle d'études organisé par l'ENA, Promotion Joschka Fischer)

Mandats locaux
- 2008 - 2014 : Adjointe au maire de Boulogne-Billancourt
- 2008 - 2015 : Conseillère générale du canton de Boulogne-Billancourt-Nord-Est

- Présidente de la Maison Départementale des Personnes Handicapées (MDPH) des Hauts-de-Seine,
Mandats parlementaires
- 19 juillet 1994 - 19 juillet 1999 : Députée européenne
- 1er janvier 2017 - 1er octobre 2017 : Sénatrice des Hauts-de-Seine

## Décorations
- Chevalier de la Légion d'honneur